# Drosophila alagitans
Drosophila alagitans är en tvåvingeart som beskrevs av Patterson och Gordon Mainland 1943. Drosophila alagitans ingår i släktet Drosophila och familjen daggflugor. Inga underarter finns listade i Catalogue of Life.
Artens utbredningsområde är Michoacan, Mexiko.